# Fort Benton (Montana)
Fort Benton város az USA Montana államában, Chouteau megyében, melynek megyeszékhelye is. Lakosainak száma 1449 fő (2020. április 1.).

## Népesség
A település népességének változása:

| 2010 | 1 464 |
| 2020 | 1 449 |